# Guerra del maiale
La guerra del maiale (in inglese The Pig War) fu un confronto nel 1859 tra gli Stati Uniti d'America ed il Regno Unito lungo il confine tra il Canada Britannico e gli Stati Uniti d'America nelle San Juan Islands, tra l'isola di Vancouver e la terraferma. La guerra del maiale, chiamata così perché fu innescata dalla sparatoria contro un maiale, è anche chiamata episodio del maiale, guerra del maiale e delle patate, disputa di confine di San Juan o disputa di confine Nord-Occidentale. Senza colpi scambiati e senza vittime umane, questa disputa territoriale fu un conflitto senza spargimento di sangue. 

## Storia

### Contesto
Il trattato dell'Oregon del 15 giugno 1846 risolse la disputa sul confine dell'Oregon dividendo l'Oregon Country/Columbia britannica tra gli Stati Uniti e il Regno Unito "lungo il 49º parallelo Nord al centro del canale che separa il continente dall'isola di Vancouver e da qui verso sud attraverso la parte intermedia di detto canale e dello stretto di Juan de Fuca, fino all'Oceano Pacifico".
Tuttavia, ci sono in realtà due stretti che potrebbero essere chiamati in causa al centro del canale: lo stretto Haro, lungo il lato ovest delle San Juan Islands ed il Rosario, lungo il lato est.
Nel 1846 c'era ancora qualche incertezza sulla geografia della regione. Le mappe più comunemente disponibili erano quelle di George Vancouver, pubblicata nel 1798 e di Charles Wilkes pubblicata nel 1845. In entrambi i casi le mappe non sono chiare nelle vicinanze della costa sud-orientale dell'isola di Vancouver e delle Isole Gulf. Come risultato, lo stretto Haro non è ancora descritto in modo del tutto chiaro.
Nel 1856 gli Stati Uniti e il Regno Unito istituirono una commissione per risolvere una serie di problemi riguardanti il confine internazionale, includendo il confine marittimo dallo stretto di Georgia allo stretto di Juan de Fuca. I britannici nominarono James Charles Prevost (primo commissario), George Henry Richards (secondo commissario) e William A. G. Young (segretario). Gli statunitensi nominarono Archibald Campbell (primo commissario), John Parke (secondo commissario) e William J. Warren (segretario). Il 27 giugno 1857 i commissari statunitensi e britannici si incontrarono per la prima volta a bordo della nave britannica HMS Satellite, ancorata a Esquimalt. Le due parti si incontrarono molte altre volte nel 1857 a Esquimalt e Nanaimo e si scambiarono lettere prima di incontrarsi. Discussero del confine marittimo da ottobre a dicembre. Dall'inizio, Prevost sostenne che il testo del trattato si riferisse allo stretto Rosario, mentre Campbell aveva la stessa opinione riguardo allo stretto Haro.
Prevost sosteneva che il canale specificato nel trattato dovesse avere tre caratteristiche chiave: 
1. doveva separare il continente dall'isola di Vancouver,
2. doveva portare il confine in direzione sud e
3. doveva essere navigabile.

Egli scrisse che solo il Rosario soddisfaceva questi requisiti. Campbell ribatteva che l'espressione "southerly" (a sud), contenuta nel trattato, dovesse essere intesa in senso generale, cioè intendendo che il Rosario non separava il continente dall'isola di Vancouver, ma le isole San Juan dalle Lummi, Cypress, Fidalgo e altre, e che la navigabilità non era pertinente al problema, ma anche se lo fosse stata, lo stretto Haro era il passaggio più ampio e diretto. Infine, sfidò Prevost a produrre prove che dimostrassero che i redattori del trattato si fossero riferiti al Rosario. Prevost rispose alla sfida facendo riferimento alle mappe americane che mostravano il confine che attraversava il Rosario, tra cui una di John C. Frémont, pubblicata dal governo statunitense, e un'altra di John B. Preston, ispettore generale dell'Oregon nel 1852. Per gli altri punti, Prevost ripeté le sue dichiarazioni riguardanti la navigabilità dello stretto Rosario (i canali tra le isole Lummi, Cypress e Fidalgo non erano navigabili) e che una linea attraverso il Rosario sarebbe stata a sud, mentre una attraverso lo Haro avrebbe dovuto essere tracciata verso ovest.
I due continuarono a discutere il problema nel dicembre del 1857, finché non fu chiaro quale fosse l'argomento di ciascuna parte e che nessuno dei due sarebbe stato convinto dall'altro. Prevost fece un'offerta finale al sesto incontro, il 3 dicembre. Egli suggerì una linea di compromesso attraverso il canale San Juan, che avrebbe dato agli Stati Uniti tutte le isole principali tranne San Juan Island. Questa offerta fu rifiutata e la commissione fu aggiornata, accettando di riferire ai rispettivi governi. Così, l'ambiguità sul confine marittimo rimase.
A causa di questa ambiguità, sia gli Stati Uniti sia il Regno Unito sostennero la loro sovranità sulle San Juan Islands. Durante questo periodo di disputa sulla sovranità, la britannica Compagnia della Baia di Hudson stabilì delle operazioni su San Juan e trasformò l'isola in un ranch di pecore. Nel frattempo, verso la metà del 1859, erano arrivati tra venticinque e ventinove coloni americani.
L'isola San Juan aveva importanza significativa non per le sue dimensioni, ma come punto strategico militare. Mentre i britannici mantenevano Fort Victoria sull'isola di Vancouver a ovest, con vista sullo stretto di Juan de Fuca, il punto di ingresso allo stretto di Haro, che conduce allo stretto di Georgia, la nazione che avesse mantenuto il possesso delle San Juan Islands sarebbe stata in grado di controllare tutti gli stretti connettendo lo stretto di Juan de Fuca con lo stretto di Georgia.

### Il maiale ucciso
Il 15 giugno 1859, esattamente tredici anni dopo l'adozione del trattato dell'Oregon, l'ambiguità portò al conflitto diretto. Lyman Cutlar, un contadino statunitense che si era trasferito su San Juan Island rivendicando il diritto di vivere lì sotto il Donation Land Claim Act, trovò un maiale Large Black, una razza di suino domestico originario del Regno Unito, che rovistava nel suo giardino. Egli aveva trovato il maiale che mangiava i suoi tuberi. Questa non era la prima volta che accadeva. Cutlar si arrabbiò a tal punto che prese la mira e sparò al maiale, uccidendolo.
Si scoprì che il maiale era di proprietà di un irlandese, Charles Griffin, che era impiegato nella Compagnia della Baia di Hudson per gestire il ranch di pecore. Possedeva anche diversi maiali a cui permetteva di vagare liberamente. I due avevano convissuto in pace fino a questo incidente. Cutlar offrì 10 dollari a Griffin per riparare alla perdita del maiale, ma Griffin non fu soddisfatto di questa offerta e chiese 100 dollari. In seguito a questa risposta, Cutlar ritenne di non dover pagare il maiale perché quest'ultimo aveva sconfinato nella sua terra (una storia probabilmente apocrifa racconta che Cutlar disse a Griffin: "Stava mangiando le mie patate". Griffin rispose: "Spettava a te mantenere le tue patate fuori dalla portata del mio maiale").
Quando le autorità britanniche minacciarono di arrestare Cutlar, i coloni americani invocarono la protezione statunitense.

### Escalation militare
Il generale di brigata William S. Harney, che comandava il Dipartimento dell'Oregon, inizialmente inviò 66 soldati statunitensi del 9º Reggimento di Fanteria sotto il comando del capitano George Pickett a San Juan Island con l'ordine di impedire ai britannici di sbarcare.
Preoccupati che una popolazione abusiva di americani cominciasse ad occupare San Juan Island se i soldati americani non fossero stati tenuti sotto controllo, i britannici inviarono tre navi da guerra sotto il comando del capitano Geoffrey Hornby.
Pickett divenne famoso per aver detto con aria di sfida, "Noi faremo di loro come nella battaglia di Bunker Hill" e ciò lo pose nelle luci della ribalta nazionale. La situazione continuò a peggiorare con un proseguimento dell'escalation. Già il 10 agosto 1859, 461 americani con 14 cannoni sotto il colonnello Silas Casey erano contrapposti a cinque navi da guerra britanniche che montavano 70 cannoni e trasportavano 2140 uomini. In questo periodo non vennero sparati colpi.
Il governatore della Colonia dell'Isola di Vancouver, James Douglas, ordinò al contrammiraglio britannico Robert L. Baynes di far sbarcare i marine su San Juan Island e di attaccare i soldati americani sotto il comando del generale di brigata Harney (le forze di Harney avevano occupato l'isola dal 27 luglio 1859). Baynes rifiutò, decidendo che "due grandi nazioni in guerra per un litigio su un maiale" fosse una cosa sciocca. Ai comandanti locali di entrambe le parti erano stati dati essenzialmente gli stessi ordini: difendersi, ma assolutamente non sparare il primo colpo. Per diversi giorni, i soldati britannici e statunitensi si scambiarono insulti e ciascuna delle due parti cercò di incitare l'altra a sparare il primo colpo, ma la disciplina venne mantenuta su entrambi i fronti, e quindi non furono sparati colpi.

### Risoluzione
Quando le notizie sulla crisi raggiunsero Washington e Londra, ufficiali di entrambe le nazioni rimasero scioccati e intrapresero iniziative per calmare l'incidente internazionale potenzialmente esplosivo. A settembre, il presidente degli Stati Uniti James Buchanan inviò il generale Winfield Scott per negoziare con il governatore Douglas e risolvere la crescente crisi. Questo era nel miglior interesse degli Stati Uniti, poiché le tensioni all'interno del paese stavano aumentando e presto sarebbero culminate nella guerra civile americana. Scott aveva calmato altre due crisi di confine tra le due nazioni alla fine degli anni 1830. Arrivò nelle isole di San Juan a ottobre e iniziò le trattative con Douglas.

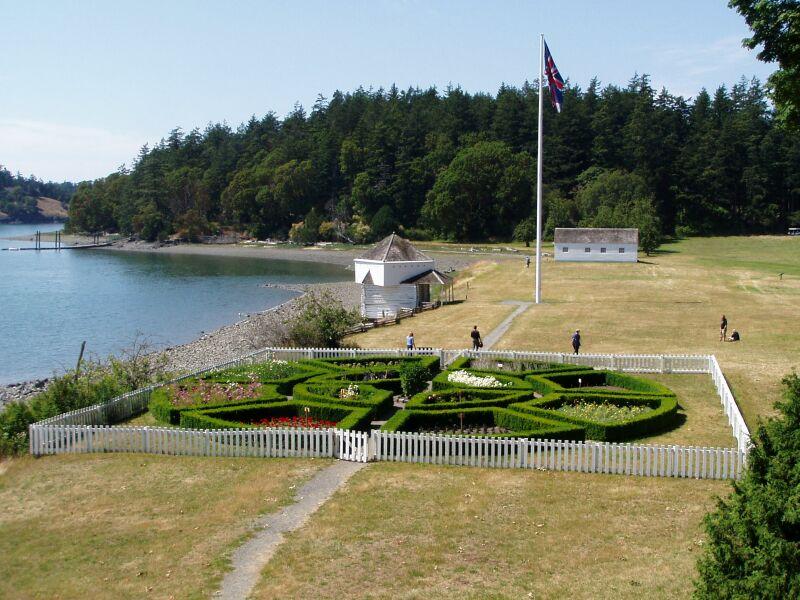
La Union Jack presso il "campo inglese" nel San Juan Island National Historical Park

Come risultato delle trattative, entrambe le parti concordarono di mantenere l'occupazione militare congiunta dell'isola fino a raggiungere un accordo finale, riducendo la loro presenza a una forza simbolica di non più di 100 uomini. Il "campo inglese" si stabilì sull'estremità nord di San Juan Island lungo la costa, per facilità di fornitura e accesso; invece il "campo americano" venne realizzato sull'estremità sud su un prato alto e battuto dal vento, adatto a sbarramenti di artiglieria contro la navigazione. Oggi la Union Jack, la bandiera nazionale del Regno Unito, sventola ancora sopra il "campo inglese", venendo issata e ammainata quotidianamente dai ranger del parco, rendendolo uno dei pochi luoghi senza status diplomatico dove i dipendenti del governo degli Stati Uniti issano regolarmente la bandiera di un altro paese, sia pure soltanto a scopo commemorativo.
Durante gli anni dell'occupazione militare congiunta, i piccoli contingenti britannico e americano su San Juan Island ebbero rapporti reciproci di amicizia, ciascuno visitando il campi dell'altro per celebrare le rispettive festività nazionali e tenere varie competizioni atletiche. Oggi i ranger del parco raccontano ai visitatori che la maggiore minaccia alla pace sull'isola durante quegli anni fu "la grande quantità di alcol disponibile".
Questo stato di cose continuò per i successivi dodici anni. La disputa si risolse pacificamente dopo più di un decennio di confronto e tensioni militari, pur se durante quel periodo le autorità britanniche locali continuarono a esercitare pressioni su Londra per riprendersi interamente la regione dello stretto di Puget, visto che gli americani erano impegnati altrove con la loro guerra civile. Nel 1866, la Colonia dell'Isola di Vancouver venne fusa con la Colonia della Columbia Britannica formando una Colonia della Columbia Britannica allargata. Nel 1871 la colonia allargata si unì alla nuova Confederazione Canadese. Nello stesso anno, il Regno Unito e gli Stati Uniti firmarono il trattato di Washington che affrontò varie questioni tra le due nazioni, comprese le questioni di confine che coinvolgevamo la Confederazione appena formata. Tra i risultati del trattato c'era la decisione di risolvere la disputa di San Juan mediante arbitrato internazionale, con l'imperatore Guglielmo I di Germania scelto per fungere da arbitro. Guglielmo rimandò la questione a una commissione arbitrale di tre uomini che si riunì a Ginevra per quasi un anno. Il 21 ottobre 1872, la commissione decise in favore degli Stati Uniti. L'arbitro scelse il confine marittimo preferito dagli americani attraverso lo stretto di Haro, a ovest delle isole, in contrapposizione alla preferenza britannica per lo stretto di Rosario che si trova a est.

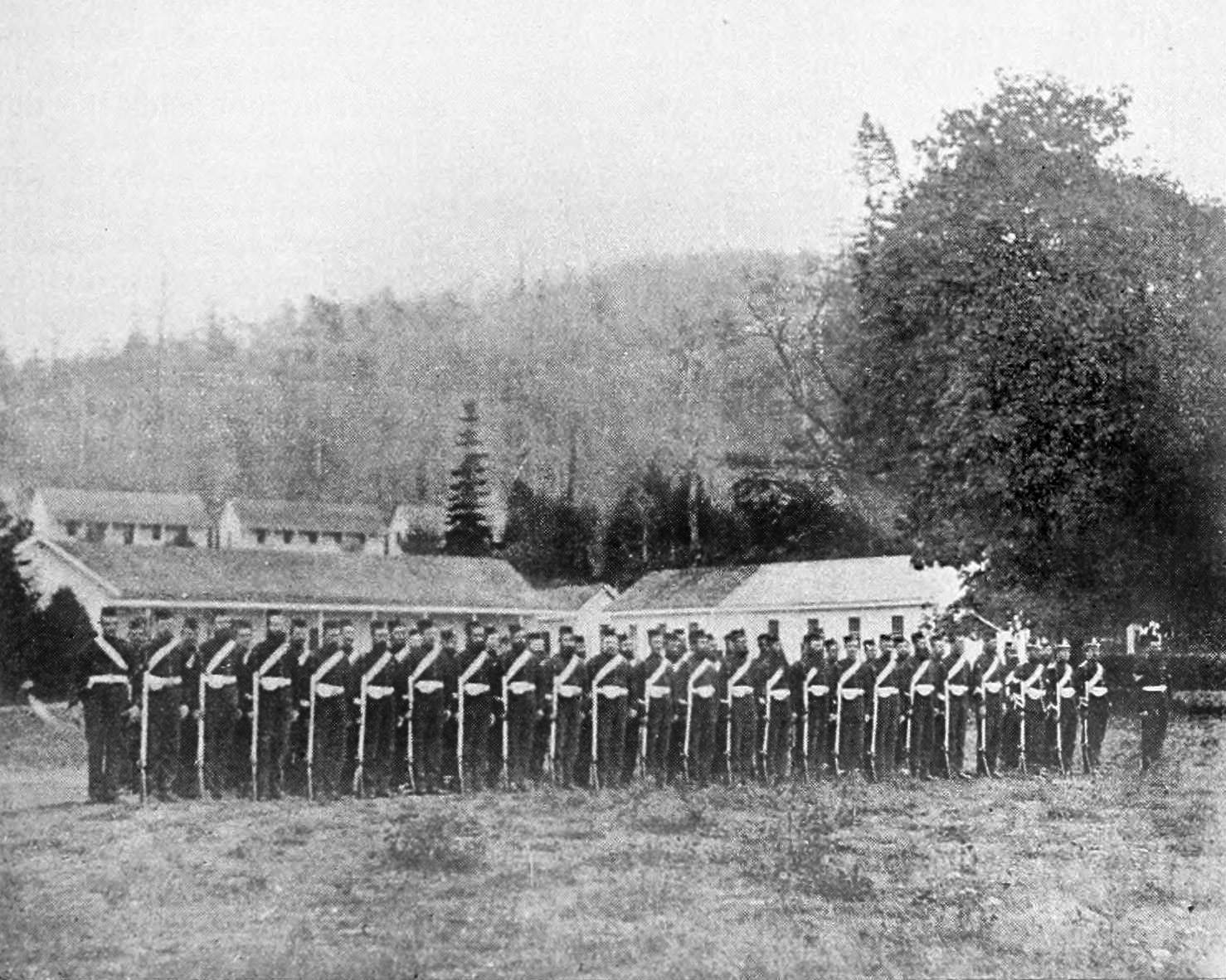
Truppe britanniche lasciano San Juan Island

Il 25 novembre 1872, i britannici ritirarono i loro Royal Marines dal campo inglese. Gli americani fecero altrettanto nel luglio del 1874. Politici e cittadini canadesi, già arrabbiati per il trattato dell'Oregon, furono di nuovo indignati dal fatto che il Regno Unito non avesse curato i loro interessi e il Canada iniziò a cercare una maggiore autonomia negli affari internazionali. La guerra del maiale viene commemorata nel San Juan Island National Historical Park.

## Figure chiave
- Henry Martyn Robert, che in seguito pubblicò Robert's Rules of Order diventato il manuale di diritto parlamentare più utilizzato negli Stati Uniti, era di stanza sull'isola per gran parte del periodo.[11]
- Il capitano George Edward Pickett, in seguito alla fama dovuta alla Carica di Pickett, era a capo della forza di sbarco americana iniziale.[11]
- Il capitano Geoffrey Hornby, comandante della prima forza navale britannica schierata, sarebbe poi stato promosso ad ammiraglio della flotta, il più alto grado della Royal Navy, e si guadagnò la reputazione di eminente tattico e comandante di flotta.